# Colombo Costa Pinto
Colombo Costa Pinto, mais conhecido apenas como Colombo (Bahia, 12 de outubro de 1928 - Rio de Janeiro, 17 de novembro de 2004), foi um compositor brasileiro.
Fez parte do Trio ABC da Portela.
Nascido no estado da Bahia, veio para o Rio de Janeiro em 1936, ainda criança. De família humilde, morador do bairro de Oswaldo Cruz, foi apresentado à Portela por sua mãe, que freqüentava os ensaios da escola e o levava a tiracolo. Nesta época conheceu figuras importantes da escola e do mundo do samba, como Paulo da Portela, Natal e Pixinguinha, entre outros.
Foi cantor de gafieira, mas seu maior desejo era ser compositor da Portela. O samba não dava dinheiro, mas era uma glória para o grande vencedor. O samba não era feito escondido e sim nos botequins para que todos pudessem ouvir e havia a ética e o respeito dos colegas em não copiarem as composições. O compositor se sentia importante só por ter participado.
Quando não se podia fazer a roupa desfilava puxando corda ou carregando gambiarras. Tudo era feito com amor e por amor.
Em 1943, Colombo começou a fazer sambas, na época em que eram realizados concursos no circo (em Oswaldo Cruz).
Em 1966, formou o Trio ABC da Portela, com Noca e Picolino. O grupo se apresentou em programas de TV, como Chacrinha, Flávio Cavalcante e também em vários teatros da cidade. Em 1967, foi 5º colocado no festival de músicas de carnaval promovido pela Secretaria de Turismo e pelo Museu da Imagem do Som em colaboração com a TV Excelsior, com o samba “Portela querida”.
Em 1970 foi morar no Centro Comunitário Cidade do Som, em Inhaúma, mais conhecido como conjunto dos músicos, onde teve como vizinhos Zé Ketti, Ivone Lara, Darci da Mangueira, Pixinguinha, Almeidinha, Mestre Marçal, entre outros.
Em 1976, o Trio ABC já com uma nova formação, após a saída de Picolino e a entrada do compositor Edir Gomes, Colombo deu seu vôo mais alto, sendo campeão com seus parceiros na disputa de samba-enredo, com o samba “O Homem do Pacoval”.
Foi peixeiro, carregador do Mercadão de Madureira, vendedor ambulante, guarda portuário.
Em 1976, com a sorte já lançada, após a disputa de samba na Portela, foi aprovado no vestibular para Comunicação Social no Centro Unificado Profissional (atual UniverCidade). Após ingressar na faculdade, prestou concurso público e foi agente administrativo, técnico em comunicação social, e em 1984 foi aprovado em concurso para Auditor Fiscal do INSS. Durante este tempo o samba sempre foi sua alma gêmea e a Portela o seu grande amor, mas casado e com três filhos e com sua esposa grávida do quarto filho, precisava construir um bom futuro para sua família.
Sempre participou de disputas de samba na escola e em 1995 foi, novamente, campeão com o samba “Gosto que me Enrosco”, sendo este samba consagrado como o melhor do carnaval, ganhando o Estandarte de Ouro. Apesar de amargar o segundo lugar, a Portela foi aclamada pelo povão como a grande campeã do carnaval de 1995.
Foi campeão novamente em 1998, com o samba “Os Olhos da Noite”, o qual também ganhou o Estandarte de Ouro, e em 1999, com o samba “De volta aos Caminhos de Minas Gerais”.
O último parágrafo do texto escrito por Colombo diz o seguinte: “Atualmente, sente grande orgulho em ser portelense e em fazer parte da história da escola, já aposentado, com os filhos adultos e formados, vivendo mais tranqüilo e à espera de seu lugar na Velha Guarda da escola de seu coração” – texto de 1999.
Colombo faleceu aos 76 anos, no dia 18 de novembro de 2004.
Do Samba
Em janeiro de 2004, recebeu o Prêmio Éloi Chaves, instituído pelo Sindifisp-RJ (Sindicato dos Auditores Fiscais da Previdência Social do Estado do Rio de Janeiro) para premiar personalidades e entidades que se destacaram na luta em defesa da Previdência Social pública ao longo do ano de 2003.
Em maio de 2004 recebeu moção de louvor da Câmara Municipal-RJ por sua destacada contribuição à luta pela defesa e preservação dos direitos dos servidores públicos.

Trio ABC da Portela
Fundado em 1966, o grupo, inicialmente formado por Colombo, Noca e Picolino, fez sucesso apresentando-se em programas de TV como Chacrinha e Flávio Cavalcante e em teatros da cidade, animou muitos bailes de carnaval e gravou alguns discos.

II Concurso de Música de Carnaval
Em 1967, participou do II Concurso de Música de Carnaval promovido pela Secretaria de Turismo e pelo Museu da Imagem e do Som em parceria com a TV Excelsior.
Entre cerca de 2 mil músicas inscritas de diversos estados, 12 (doze) entre as 36 (trinta e seis) classificadas foram gravadas a fim de integrar o acervo do Museu da Imagem e do Som, num trabalho feito por “cobras” da música popular como Jacob do Bandolim, Mozart Araújo, Alberto Rego, Lúcio Rangel e Juvenal da Portela.
No júri, membros do Conselho Popular do Museu da Imagem e do Som: o acadêmico Marques Rebelo, a escritora Eneida, o maestro Guerra Peixe, o produtor Haroldo Costa, o poeta Hermínio Belo de Carvalho, o jornalista Brício de Abreu, o diretor do conselho de música popular Ricardo Cravo Albim, Alberto Rego, Ilmar Carvalho, Juvenal Portela, Lúcio Portela, Lúcio Rangel, Mauro Ivã, Mozart de Araújo, Paulo Medeiros e Albuquerque, Sérgio Cabral e a Sra. Maria Helena Dutra.
O prêmio, em dinheiro, seria distribuído aos cinco primeiros colocados da seguinte forma: NCR$ 10 mil para o primeiro colocado, NCR$ 5 mil para o segundo, NCR$ 3 mil para o terceiro, NCR$ 2 mil para o quarto e NCR$ 1mil para o quinto colocado.
O vencedor receberia ainda o troféu “Lamartine Babo” e o melhor intérprete, o troféu “Carmem Miranda de Ouro”. Às 36 músicas classificadas foi assegurada a execução obrigatória nos bailes oficiais do Estado nos festejos de Momo do ano seguinte.
O grupo classificou duas músicas entre as 36: “É Bom Assim”, defendida por Gasolina, e “Portela Querida”, que foi gravada por Elza Soares.
Do concurso também participaram nomes consagrados em outros festivais; entre os finalistas, Pixinguinha, Zé Kétti e Eliziete Gomes, uma menina de 13 anos.
A final do concurso ocorreu no dia 09/12/1967, no Maracanãzinho. A grande vencedora foi “Amor de Carnaval”, de Zé Ketti, interpretada pelo próprio. “Portela Querida” ficou em 5º lugar e Elza Soares, que a interpretou, conquistou o troféu “Carmem Miranda de Ouro”, que foi entregue por Aurora Miranda (irmã de Carmem Miranda).
Após vencer o concurso o grupo fez bastante sucesso, participando de programas de auditório e de rádio e fazendo diversos shows pela cidade.
Com a saída de Picolino, Edir Gomes, hoje integrante da Velha Guarda Show, ocupou o seu lugar.
Em 1976, já com nova formação, o grupo emplacou o samba campeão para o carnaval 1976, “O Homem do Pacoval”.
Após uma década de sucesso o grupo foi desfeito. Os compositores continuavam participando das disputas de samba da escola, mas seguiram rumos profissionais diversos: Colombo foi cursar faculdade de Comunicação Social, Edir seguiu a profissão de barbeiro e Noca a de músico.
Carminha Mascarenhas é outra que se distingue atualmente com sucesso. “Hoje é dia de samba” terá sua participação no “Gaslight”, assim como Catulo de Paula e o Trio ABC (da Portela), estreará dia 22 do corrente.
Jornal - O DIA, 19 de novembro de 1967
Princesa Isabel
“SEXTA-FEIRA é dia de SAMBA”
com: Bety Carvalho, Carlos Elias, Trio ABC e Joãozinho (da Portela). Pandeirinho da Mangueira e outros.
Convidado especial: Billy Blanco
Participação especial: Nádia Maria
Dir. musical: Geni Marcondes – produção: Carlos Elias e Flamarion – Reservas e informações tel: 37-3537
Jornal - O DIA, 19 de novembro de 1967
Grupo Opinião apresenta amanhã, às 21h30
“A FINA FLOR DO SAMBA”
Um show organizado por TEREZA ARAGÃO
Com passistas, ritmistas, compositores da Portela, Mangueira, Salgueiro, Império Serrano
Convidados especiais: JAMELÃO e TRIO ABC (da Portela)
Reservas: 36.3497 – Desconto p/ estudantes
Jornal do Brasil – 17 e 18/12/1967
Portela
Zé Ketti, do II Concurso de Músicas de Carnaval, recebeu várias homenagens, ontem , na Portela, escola da qual é compositor e agora também relações públicas. Além de Zé Kétti, a Portela também homenageou a cantora Elza Soares e o Trio ABC pela classificação, no mesmo concurso, do samba “Portela Querida”. A festa realizou-se na sede do Imperial Basquete Clube, em Madureira, onde no próximo dia 7 estará homenageando o Botafogo campeão da cidade, oportunidade em que também serão lançados dois sambas para o enredo “Tronco do Ipê”.
O DIA – 24-25/12/1967
Portela
Depois da magnífica festa promovida em homenagem a Zé Kétti e ao Trio ABC, a Portela voltou a vibrar, ontem, com movimentada noite de samba em sua sede, na Estrada do Portela, 446, que rompeu a madrugada de hoje. No dia 7, a “azul-e-branco” do Natal estará homenageando o Botafogo, campeão da cidade, oportunidade em que será também escolhido o samba de enredo “Tronco do Ipê”, que está sendo disputado pelo compositor Cabana e o Trio ABC. A Portela, por outro lado, deverá contar em seu desfile, no próximo carnaval, com o jogador Gerson na sua bateria comandada por “Betinho” e “Oscar Bigode”. A “azul-e-branco” está com sêde de vitória e todos os dirigentes, trabalhando irmanados, confiam em conquistar esse objetivo.
O DIA – 31/12/1967 – 01/12/1968
Na ordem do dia
Sempre na ordem do dia, o “Trio ABC”, da Portela, formado pelos ótimos compositores e intérpretes Picolino, Noca e Colombo, estão na praça do mundo dos discos com um compacto simples que reúne os sambas “O pai do meu pai” (de Rômulo Bocanera e Barbosa César) e “Ninguém é de ninguém”. (de Martinho). Classificados no II Concurso de Músicas de carnaval, com “Portela Querida”, um dos maiores sucessos do carnaval de 1968, Picolino, Noca e Colombo estão inscrito no III Concurso e é de se esperar êxito igual. Ainda sobre o “Trio ABC”, a boa notícia é que vai defender, em companhia de Tuca, o samba “Mestre-Sala” de Reginaldo e Ester Bessa. Os três crioulos não param!...
LUTA DEMOCRÁTICA 1 de setembro de 1968
Bibliografia:
Jornal do Brasil – 21/10/1967
Jornal do Brasil – 17/10/1967
Correio da Manhã – 19/10/1967
Correio da manhã – 08/11/1967
Correio da manhã – 10/11/1967
Correio da manhã 15/11/1967
Correio da Manhã 17/11/1967
Tribuna da Imprensa – 29/11/1967
Última Hora – 03 /12/1967
A Notícia – 11/12/1967
Tribuna – 16-17/12/1967
Última Hora – 19/12/1967
Luta Democrática - 23/12/1967
O GLOBO - 16/09/1975.